# 阿氏吻鰩
阿氏吻鰩（學名：Rostroraja ackleyi），為軟骨魚綱鰩目鰩科吻鰩屬的一種，分布於中西大西洋美國佛羅里達州到墨西哥猶加敦半島海域，深度32至384公尺，本魚體盤寬圓形，上表面顏色蒼白並有暗斑，每個胸鰭上的眼斑通常為橢圓形，下表面白色，無深色斑紋，體長可達51公分，棲息在近海大陸棚，為底棲性魚類，肉食性，卵生，生活習性不明。